# Bruno Meyssat
 (mars 2017).
Si vous disposez d'ouvrages ou d'articles de référence ou si vous connaissez des sites web de qualité traitant du thème abordé ici, merci de compléter l'article en donnant les références utiles à sa vérifiabilité et en les liant à la section « Notes et références ».
Bruno Meyssat, né en juillet 1959, est un metteur en scène français.

## Biographie
Il fonde la compagnie Théâtres du Shaman en 1981.
Il est metteur en scène associé au CDN de Grenoble de 1991 à 1994.
La pédagogie joue un rôle important dans son parcours en France comme à l'étranger. Il a enseigné à l'école du Théâtre national de Bretagne (Rennes), du Théâtre national de Strasbourg, de la Comédie de Saint-Étienne, à l’ENSATT (Lyon), à La Manufacture (Lausanne),  à l’institut international des marionnettes de Charleville-Mézières, à l’Université Lumière-Lyon-II, au CCN de Montpellier et au CCN de Lyon, et à l’étranger : Stabile de Turin, Theâtre Setagaya puis Cie Seinendan de Tokyo, Conservatoire d’art dramatique de Damas, Université La Catolica de Lima, Centre Hanaguer du Caire...
Les créations que Bruno Meyssat réalise avec Théâtres du Shaman témoignent d'une écriture de plateau singulière Il s'intéresse à la partie subconsciente des récits, des faits, des histoires et des comportements. Ces spectacles s’intéressent aux liens entre les réalités du monde extérieur et celles de l’intime. Il crée des poèmes visuels qui réunissent dès l'origine acteurs, sons, lumière et objets. Ils peuvent être sans paroles ou inspirés de dramaturges (Strindberg, Beckett, Stramm etc). Il déplace le statut du texte et porte une attention privilégiée au plan enfoui des évènements,,.
Il traverse des univers variés, au gré des spectacles et des enseignements réalisés à l'étranger (Kenya, Égypte, Pérou, Japon).
Les spectacles documentés plus que documentaires traitent essentiellement depuis 2009 de sujets d'actualité. 
Ainsi avec 15 % en 2012 sur « l’horreur économique » manifestée par la crise des subprimes, KAïROS traitant de la crise grecque en 2016 ou avec 20 mSv au sujet de l’industrie nucléaire éclairée par la catastrophe de Fukushima en 2018.
Ses mises en scène sont le résultat des évènements recueillis en improvisation durant les répétitions. Des protocoles de travail précis permettent à l’acteur l’invention d’actions avec le concours d’objets. Ses réalisations procèdent d’une approche documentée de longue durée pratiquée parfois sur les lieux des événements traités ainsi au Japon à Hiroshima en 2009 puis dans des zones contaminées en 2018.
La pédagogie joue un rôle important dans son parcours en France comme à l'étranger.
Elle repose sur un partage d’exercices et de situations de travail qui impliquent la personne dans ses capacités à accueillir des matériaux subconscients qui l’habitent. Ces situations, que l’on pourrait qualifier de jeux, explorent des états où grâce au partenaire (un acteur ou un objet) sont convoquées des mémoires et exercées les capacités à relier des événements,. Une attention est portée au sujet de la prise de notes par l’acteur au moyen de la révision in-situ des événements d’une séance et du tri précoce des expériences. Cette pratique s’inspire des pratiques du sport de haut niveau.

## Mises en scène
- 1981 : Détention, maison des Jeunes et de la Culture d’Oullins.
- 1983 : Fractures, centre culturel de Feyzin.
- 1985 : Insomnie, Eden Théâtre - Villeurbanne.
- 1986 : La séparation, église Bon Pasteur - Lyon.
- 1987 : Refrain - Prologue à Antigone, Entrepôt Monin - Villeurbanne.
- 1987 : Le crabe ne joue jamais à la poupée d'après Ghédalia Tazartès, Entrepot Monin - Villeurbanne[12].
- 1988 : La visite, Centre Léonard de Vinci à Feyzin.
- 1990 : Ajax, fils de Télamon, Festival d’Avignon.
- 1991- 1992 : Passacaille, Festival Théâtre en Mai - Dijon, Festival d'Avignon...
- 1992 : Documentaire, Cargo - Grenoble.
- 1993 : Les Disparus, Cargo - Grenoble.
- 1993 : Mille Cloisons pour une Chambre - Documentaire 2 d’après Mohammed al-Maghout, Centre des Arts Hanaguer - Le Caire/Egypte.
- 1995 : Sonatine , Théâtre en Mai - Dijon.
- 1995 : Les Mille et une propositions de Cessez-le-Feu de Christophe le Rat d’après La Pyramide de Copi et l'Enfer de Dante (Chant IX), Quarts d’heure de Saint Herblain - Nantes.
- 1996 : Orage d’August Strindberg, Théâtre du Point du Jour - Lyon[13].
- 1997 : Short Plays - Come and Go, Catastrophe, What-Where de Samuel Beckett, Centre Culturel Français de Nairobi - Kenya.
- 1998 : Imentet - Un passage par l’Égypte, Comédie de Valence[14].
- 1998 : Samuel Beckett - Pièces Courtes - Catastrophe, Quoi où, Pas, Impromptu d’Ohio, Comment dire de Samuel Beckett, Théâtre Gérard-Philipe - Saint Denis.
- 1999 : Impressions d'Œdipe, Théâtre Gérard-Philipe - Saint Denis.
- 2001 : Rondes de nuit - Essai d’un théâtre des peurs de l’homme d'après Le Rameau d'or de James George Frazer, Bonlieu Scène Nationale - Annecy.
- 2003 : Est-il vrai que je m'en vais ? - Un carnet de route Franco-Malien, Bonlieu Scène Nationale - Annecy.
- 2004 : Une Aire ordinaire - Essai autour des textes de Donald Winnicott, Subsistances - Lyon.
- 2004 : Exécuteur 14 de Adel Hakim, Alliance Française de Lima - Pérou.
- 2003 / 2005 : De la part du ciel d'après Camille Flammarion, Festival Les Intranquilles - Lyon (2003 - première partie) puis Les Subsistances - Lyon (2004 - deuxième partie) puis Festival Mettre en Scène, Théâtre national de Bretagne- Rennes (2005 - version finale)[15].
- 2006 : 1707 Il primo omicidio, d'après d’Alessandro Scarlatti, Subsistances - Lyon.
- 2006 : Atelier Beckett - Catastrophe et Quoi où ..., d'après Samuel Beckett, Théâtre Sétagaya et institut Franco Japonais de Tokyo.
- 2008 : Forces d'après August Stramm, MC2 - Grenoble.
- 2008 : Séance - Expérience d’un théâtre sans texte, Cadix - Saint Laurent d’Agny.
- 2009 : OBSERVER, Théâtre de Gennevilliers[16].
- 2011 : Le MONDE Extérieur, Théâtre des Quartiers d’Ivry.
- 2012 : 15%, Festival d’Avignon[17].
- 2014 : Apollo, MC2 - Grenoble.
- 2015 / 2016 : KAIROS, TNG-Lyon (2015 - première partie) puis Théâtre de la Commune - Aubervilliers (2016 - version finale)[18],[19].
- 2017 : Courtes pièces d'après Samuel Beckett, MC2 - Grenoble[20].
- 2018:  "20 mSv" le nucléaire Français éclairé par la catastrophe de Fukushima . MC2/Grenoble[21],[22] ...

- 2021:  "BIFACE" Expériences au sujet de la Conquête du Mexique 1519-1521. MC2/Grenoble[23]
- 2023:  "si ça se trouve" spectacle tout public à partir de 6 ans. Le Cube(Hérisson)[24], La Fonderie (Le Mans)[25],Festival Puy de môme[26][réf. à confirmer]

## Autres activités
- 1987 - 1990:  Scénographies lumineuses pour des concerts de musique contemporaine au Festival des MANCA à Nice en collaboration avec Michel Redolfi. Il travaille entre autres avec L. Ferrari, F. Bayle, B. Parmegiani, M. Lonsdale, I. Malec, M. F. Uitti, M. Monnet, G. Frémy.
- 1987  et 1991: accompagne pour les Nuits de la fondation Maeght les créations de J.L Risset et L. Berio
- 1994:  Exposition photos à l'Embarcadère - Lyon
- 2004: Exposition photos aux Subsistances - Lyon
- 2011: Présentation d'installations et peintures à l'Espace Malraux de Chambéry[27]
- 2019: Exposition photos "Pour les siècles des siècles" au TNS - Strasbourg[28]